# 低球技术
低球技术（Low ball technics），基于互惠和承诺的购买和谈判技术或技巧之一，属于消费者心理学和市场心理学范畴，1978年由Cialdini等提出。
1. 人总是对目标行为有所准备。例如，购买汽车，帮助某人，已经决定购买某型汽车。
2. 接下来才获知，目标行为的蕴含成本高于预期（例如，短期涨价，花费时间）。
3. 尽管如此，人往往不更改原有决策。

## 结果
人们在（2）之后对之有所准备，在他们得知（真实）成本之后，显示其目标行为。

## 解释
人们阐明行为相关的承诺。尽管成本上升，决策仍然保持。与“‘迈入门的脚’技术”不同：低球技术中，立刻请求人们显示目标行为。